# Fondo de Financiamiento de Centros de Investigación en Áreas Prioritarias
El Fondo de Financiamiento de Centros de Investigación en Áreas Prioritarias, abreviado Fondap, es un programa de fondo público del Gobierno de Chile, dependiente de la Comisión Nacional de Investigación Científica y Tecnológica (Conicyt), creado en 1997, con el fin de articular la actividad de grupos de investigadores con productividad demostrada, en áreas del conocimiento de importancia para el país y donde la ciencia básica nacional ha alcanzado un alto nivel de desarrollo. El financiamiento se dirige a la creación o el fortalecimiento de centros de investigación científica de excelencia por un período de 5 años, extensible en otros 5 adicionales.

## Centros con financiamiento Fondap

### Actualmente
- Centro para el Estudio del Conflicto y la Cohesión Social (COES)
- Centro de Estudios Avanzados de Enfermedades Crónicas (ACCDIS)
- Centro de Recursos Hídricos para la Agricultura y Minería (CRHIAM)
- Centro Interdisciplinario de Estudios Interculturales e Indígenas (ICIIS)
- Centro de Ciencia del Clima y la Resiliencia (CR)2
- Centro Nacional de Investigación para la Gestión Integrada de los Desastres Naturales (CIGIDEN)
- Centro para la Investigación en Energía Solar (SERC-Chile)
- Centro para el Desarrollo Urbano Sustentable (CEDEUS)
- Centro Interdisciplinario de Investigación en Acuicultura Sustentable (INCAR)
- Centro de Regulación del Genoma (CRG)
- Centro de Excelencia en Geotermia de Los Andes (CEGA)
- Centro de Investigación Dinámica de Ecosistemas Marinos de Altas Latitudes (IDEAL)[5]

### Finalizados
- Centro para Estudios Avanzados en Ecología y Biodiversidad (CASEB)
- Centro de Astrofísica (CENASTRO)
- Centro de Estudios Moleculares de la Célula (CEMC)
- Centro de Investigación Oceanográfica en el pacífico Sur-Oriental (COPAS)
- Centro de Modelamiento Matemático (CMM)
- Centro de Regulación Celular y Patológica (CRCP)
- Centro para la Investigación Interdisciplinaria Avanzada en Ciencia de los Materiales (CIMAT)